# PGC 52091
LEDA/PGC 52091, auch UGC 9391, ist eine leuchtschwache Balken-Spiralgalaxie vom Hubble-Typ SBdm im Sternbild Drache am Nordsternhimmel. Sie ist rund 91 Millionen Lichtjahre von der Milchstraße entfernt und hat einen Durchmesser von etwa 55.000 Lichtjahren. Vom Sonnensystem aus entfernt sich das Objekt mit einer errechneten Radialgeschwindigkeit von näherungsweise 1.900 Kilometern pro Sekunde.
Die Aufnahme mithilfe des Hubble-Teleskops zeigt die Spiralarme mit zahlreichen jungen, blauleuchtenden Sternen, welche in Isolation vor dem Hintergrund ferner Galaxien stehen, die aufgrund ihrer großen Entfernung von der Erde nur als undeutliche Strudel oder Flecken sichtbar sind.
Die Typ-Ia Supernova SN 2003du wurde hier beobachtet. 
Im selben Himmelsareal befinden sich unter anderen die Galaxien PGC 52128, PGC 52184, PGC 2587139, PGC 2590104.